# Croilia mossambica
A Croilia mossambica a csontos halak (Osteichthyes) főosztályának a sugarasúszójú halak (Actinopterygii) osztályába, ezen belül a sügéralakúak (Perciformes) rendjébe, a gébfélék (Gobiidae) családjába és a Gobiinae alcsaládjába tartozó faj.
Nemének egyetlen faja.

## Előfordulása
A Croilia mossambica előfordulási területe az Indiai-óceán délnyugati részén van. Ez a hal Mozambiktól a Dél-afrikai Köztársaságban levő Durbanig megtalálható. Madagaszkár déli részén is észrevették.

## Megjelenése
Ez a gébféle legfeljebb 6 centiméter hosszú. Hátúszóján 6 tüske található. Szeme alatt sötét sáv húzódik. Testszíne világos sárga sötét pettyekkel a hátán. Oldalain 6-10 függőleges sáv van. Az idősebb példányok hát- és farok alatti úszói feketén szegélyezettek.

## Életmódja
Szubtrópusi halfaj, amely egyaránt megtalálható az édes-, sós- és brakkvízben is. Általában 1-16 méteres mélységben. Csak a csendes és lassú folyású vizeket kedveli, ahol a homokba elbújva él. Tápláléka lassú mozgású, fenéklakó gerinctelenekből áll, mint például: árvaszúnyoglárvákból (Chironomidae), felemáslábú rákokból (Amphipoda), csigákból és kagylókból. Az árapály térségben is fellelhető.